# Onychomys leucogaster
Onychomys leucogaster е вид бозайник от семейство Хомякови (Cricetidae).

## Разпространение
Видът е разпространен в Канада (Албърта, Манитоба и Саскачеван), Мексико и САЩ (Айдахо, Айова, Аризона, Вашингтон, Калифорния, Канзас, Колорадо, Минесота, Монтана, Небраска, Невада, Ню Мексико, Оклахома, Орегон, Северна Дакота, Тексас, Уайоминг, Южна Дакота и Юта).